# To Make a Romance out of Swiftness
| Recensione | Giudizio |
| ---------- | -------- |
| Allmusic   |          |

To Make a Romance out of Swiftness è il secondo album del gruppo musicale Peter Sellers and the Hollywood Party, pubblicato nel 1989. La produzione dell'album, come il precedente stampato solo in vinile, è più curata rispetto all'omonimo album d'esordio. Il genere resta un folk rock dove l'influenza di Syd Barrett è evidente, ma si trovano alcuni pezzi, in particolare Horses, più ritmati. La band si sciolse poco dopo per riunirsi solo sporadicamente in occasione di qualche concerto e in maniera più definitiva nel 2011.

## Il disco

### Lato A
1. Wild Winwaters
2. Kissing a Star
3. Horses
4. Motel
5. Hands

### Lato B
1. French Morning
2. Country Honk
3. Slow Blues
4. Too Much Time
5. Falling Nights